# Základní škola a Mateřská škola Jiráskovo náměstí (Hradec Králové)
Základní škola a Mateřská škola Jiráskovo náměstí je základní škola ve městě Hradec Králové, která byla postavena v letech 1939–1940 a dodnes slouží svému účelu.

## Historie
Ve 30. letech 20. století přestávala svojí kapacitou stačit dosavadní škola v Habrmanově ulici, takže se městské zastupitelstvo rozhodlo postavit novou školní budovu. Veřejnou architektonickou soutěž vyhlásilo na konci roku 1938 a jejím vítězem se stal architekt Gustav Louženský, který byl následně pověřen vypracováním definitivního plánu, přičemž stavět se mělo začít na podzim 1939 a začít vyučovat v září 1940.

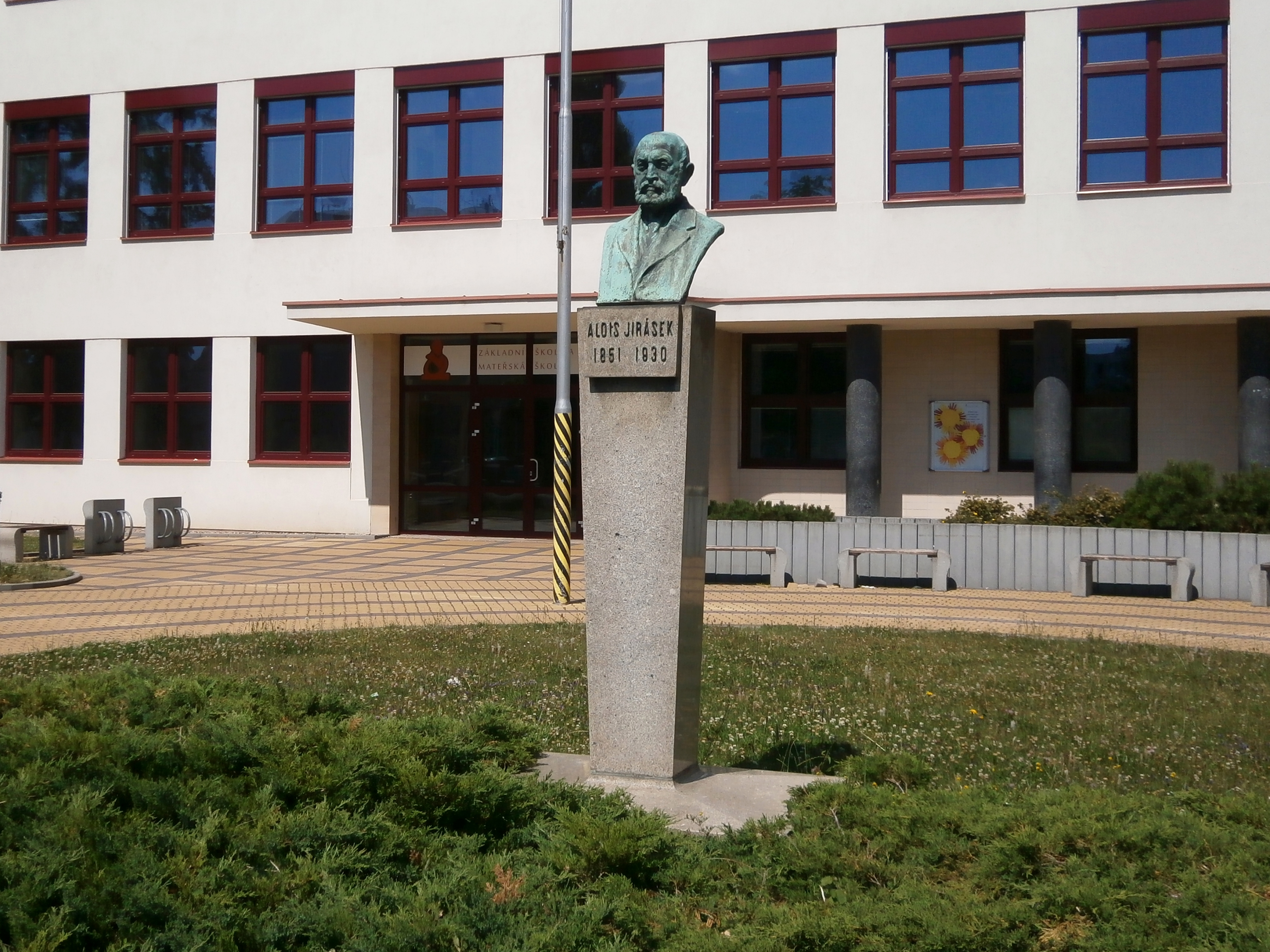
Pomník před školou

Budova školy byla nakonec dostavěna v roce 1941. Završilo se tak dlouhodobé úsilí Pražského Předměstí o zvelebení zdejšího školství a zřízení samostatné budovy pro dívčí i chlapeckou obecnou školu. Škola byla sice k 1. září 1941 dokončena, ale české děti ji navštěvovat nemohly, protože byla ihned zabrána pro německou měšťanskou (ředitelem Josef Schön, ve školním roce 1940/1941 měla 142 dětí ve 4 třídách) a obecnou školu (ředitelem Otto Frank, ve školním roce 1942/1943 měla 214 žáků v 8 třídách), jež sem přišly z Rudolfina a zůstaly zde až do jara 1945, kdy zde byl krátkou dobu vojenský lazaret. Ten byl na nějakou dobu vystřídán zase příslušníky Rudé armády, takže škola byla nakonec ve velmi dezolátním stavu. Vedle toho navíc propukl spor mezi ředitelstvím obecných a měšťanských škol, kdo se do budovy nastěhuje. Nakonec se sem nastěhovaly školy obecné, a to 10. října 1945. Školní budova byla rozdělena mezi chlapeckou obecnou školu (ředitel František Semrád, bývalý legionář, Němci penzionován v roce 1941, roku 1945 reaktivován) a dívčí obecnou školu (ředitel Engerbert Ender).
Z válečných útrap se musela zotavovat i samotná škola, protože dva učitelé z dívčí obecné školy – Josef Kobližek a Marie Korábová – byli za války popraveni. Navíc Bohumil Mucha z chlapecké obecné školy, který byl od roku 1940 zapojen do ilegality na Vsetínsku, se stal bezpečnostním referentem a předsedou ONV, takže se do školy již nevrátil. Na památku Marie Korábové, působící na škole pět let a zastřelené německými okupanty 4. června 1942, nesla dívčí obecná škola v letech 1946–1948 její jméno. Navíc byla v roce 1947 jmenována definitivní řídící učitelkou in memoriam.
První školní rok byl v mnoha oblastech velmi těžký a pro vedení školy vysilující. Školu navštěvovalo přes 500 žáků, kteří byli rozděleni do 19 tříd. Velmi citelný byl nedostatek pedagogických pracovníků učitelských a k tomu navíc chyběl v zimním období otop. Mnohé z dětí trpěly podvýživou, takže okamžitě byla ve školním roce 1945/1946 zahájena stravovací akce, která se pak pravidelně opakovala v zimním období dalších školních let.
Od školního roku 1946/1947 byla v budově umístěna dívčí měšťanská škola presidenta Masaryka, která se odstěhovala až v červnu 1948. Ředitelství obou obecných škol na Pražském Předměstí (měšťanská škola byla umístěna ve staré škole v dnešní Habrmanově ulici) zůstalo rozděleno i po realizaci reformy školství v září 1948. Název obecná škola byl nahrazen pojmenováním národní škola a vyučování bylo koedukované; název bývalé chlapecké školy zněl „První národní škola v Hradci Králové – Pražské Předměstí“, bývalá dívčí škola byla zase pojmenována jako „Druhá národní škola v Hradci Králové – Pražské Předměstí“. Ředitel první národní školy František Semrád byl v roce 1950 zproštěn funkce, protože „nevedl školu v duchu a směrnicích doby“. Jeho nástupcem se stal Josef Hušek. Ve školním roce 1948/1949 měla první národní škola 9 tříd, stejně tak druhá. V září 1951 byla zřízena v bývalém hostinci Chicago školní vývařovna, ve stejné budově byla umístěna i družina mládeže.

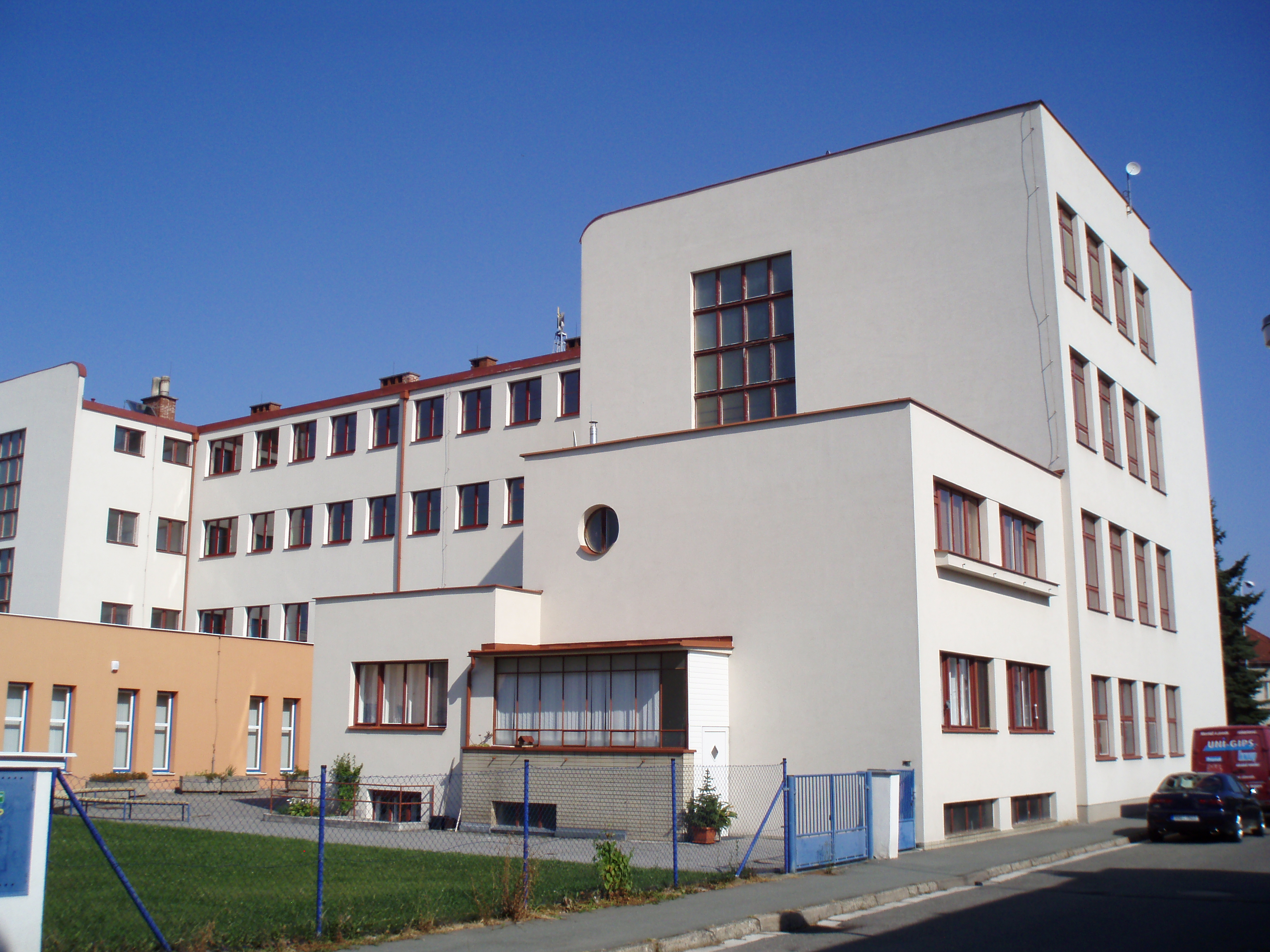
Zadní pohled na školní budovu

K 1. září 1953 vstoupil v platnost nový školský zákon, který zaváděl povinnou osmiletou školní docházku a zároveň reorganizoval místní školství. Ze dvou bývalých národních škol byla vytvořena „5. osmiletá střední škola v Hradci Králové II“, která zahrnula kromě obou národních škol i část bývalé „4. střední školy“. Funkci ředitele těchto sloučených subjektů převzal Jiří Říha. Jeho zástupkyní se stala Marie Hynková, která byla v roce 1961 vyznamenána titulem „vzorný učitel“. Ve velké míře je podporován sport, protože téhož roku bylo z 38 členů učitelského sboru 19 učitelů pracovníky v tělovýchově.
Škola začínala s 22 třídami a 880 žáky, přitom se až do školního roku 1956/1957 (27 tříd ve 23 učebnách) nemuselo ve vyučování střídat. Od školního roku 1957/1958 se učilo navíc i v tzv. Školičce (dnes skautská klubovna v Sokolovské ulici). V témže roce je náměstí před školou přejmenováno na památku fanatického sovětského pionýra na nám. Pavlíka Morozova. Celý název školy tehdy zní „Osmiletá střední škola v Hradci Králové, nám. P. Morozova“. V roce 1959/1960 zde byla poprvé otevřena devátá třída, od školního roku 1961/1962, kdy byla zavedena povinná devítiletá školní docházka, se název školy změnil na „Základní devítiletá škola v Hradci Králové – Pražské Předměstí“. V roce 1969 se náměstí před školou dočasně jmenovalo „náměstí Aloise Jiráska“. Škola tohoto označení krátkodobě používala, ke změně razítka školy však již nedošlo, neboť normalizace vrátila vše do starých kolejí. V letech 1970–1971 byly v celém objektu provedeny kompletní nátěry, a to za pomoci rodičů. Došlo též k úpravě ústředního topení.
Situaci školy podstatně zkomplikovala výstavba sídliště Labská kotlina II, díky níž značně stoupl počet žáků. V roce 1973, kdy došlo k otevření ZDŠ v Bezručově ulici, se počet dětí ustálil zpět na obvyklé hranici. Od roku 1971 byl ředitelem školy Bohumil Pivoňka. První polistopadovou ředitelkou se stala Marie Dušánková, která jí byla až do roku 2008, kdy do této funkce nastoupila Alena Hradílková. Roku 2023 nastoupila, díky konkurzu, do funkce pí Martina Škultétyová., jež zde působí dosud.
Úpravy školy vyvrcholily v roce 2006, kdy škola dostala novou fasádu a byla zateplena. Nejrozsáhlejší úpravou však škola prošla v letech 2000–2004, kdy byla škole předána zcela nová budova navazující na stávající budovu. Vznikla podle projektu Ing. arch. Zdeňka Karáska a Ing. Radmily Kubelkové a byla v ní zbudována nová tělocvična, jídelna s výdejnou, stánek rychlého občerstvení pro žáky, cvičný byt pro výuku pracovních činností a kanceláře vedení školy. Rekonstrukcí samozřejmě prošly i prostory školní družiny, která má svá oddělení v prvním patře původní budovy.
Jistý čas hrozilo škole sloučení se svou konkurencí, ale nakonec pro nesouhlas rodičů i další veřejnosti nebyl tento plán realizován.

## Současnost
Dnes je toto zařízení úplnou základní školou, která dlouhodobě realizuje projekt rozšířené výuky cizích jazyků, v nichž se žáci učí anglickému a německému jazyku, jako nepovinný předmět je nabízen jazyk francouzský, italský nebo ruský. Od roku 2008 tu jsou otevřeny moderně vybavené oční třídy, které jsou určeny dětem v 1. a 2. třídě s různými vadami zraku. V neposlední řadě tu najdeme i třídy „klasického“ typu. Kromě jazyků se škola zaměřuje na získávání počítačové gramotnosti (zapojení do programu „Internet pro seniory“), jejíž nedílnou součástí je psaní na počítačové klávesnici hmatovou metodou. Škola má vlastní pěvecký sbor, který se prezentuje na školních i mimoškolních akcích. Žákům škola nabízí i velký výběr kroužků, v nichž se mohou dále rozvíjet po stránce sportovní, estetické, hudební či jazykové. Nedílnou součástí školy je školní družina, která je od září 2010 umístěna v nových, zcela zrekonstruovaných prostorách a samozřejmostí je také školní jídelna. Nesmíme opomenout ani to, že se škola v roce 2002 dočkala nové moderní tělocvičny o rozměrech 15 x 24 m. Z dalších událostí je třeba zmínit to, že 1. února 2006 zde byla zřízena školská rada a 27. ledna 2008 bylo ministerstvem vnitra zaregistrováno při škole občanské sdružení, které se významnou měrou podílí na činnosti školy v oblasti výchovy, vzdělávání a mimoškolní činnosti a dobrovolným příspěvkem dotuje dlouhodobé i jednorázové školní akce, soutěže a kulturní pořady a činnost školní družiny.

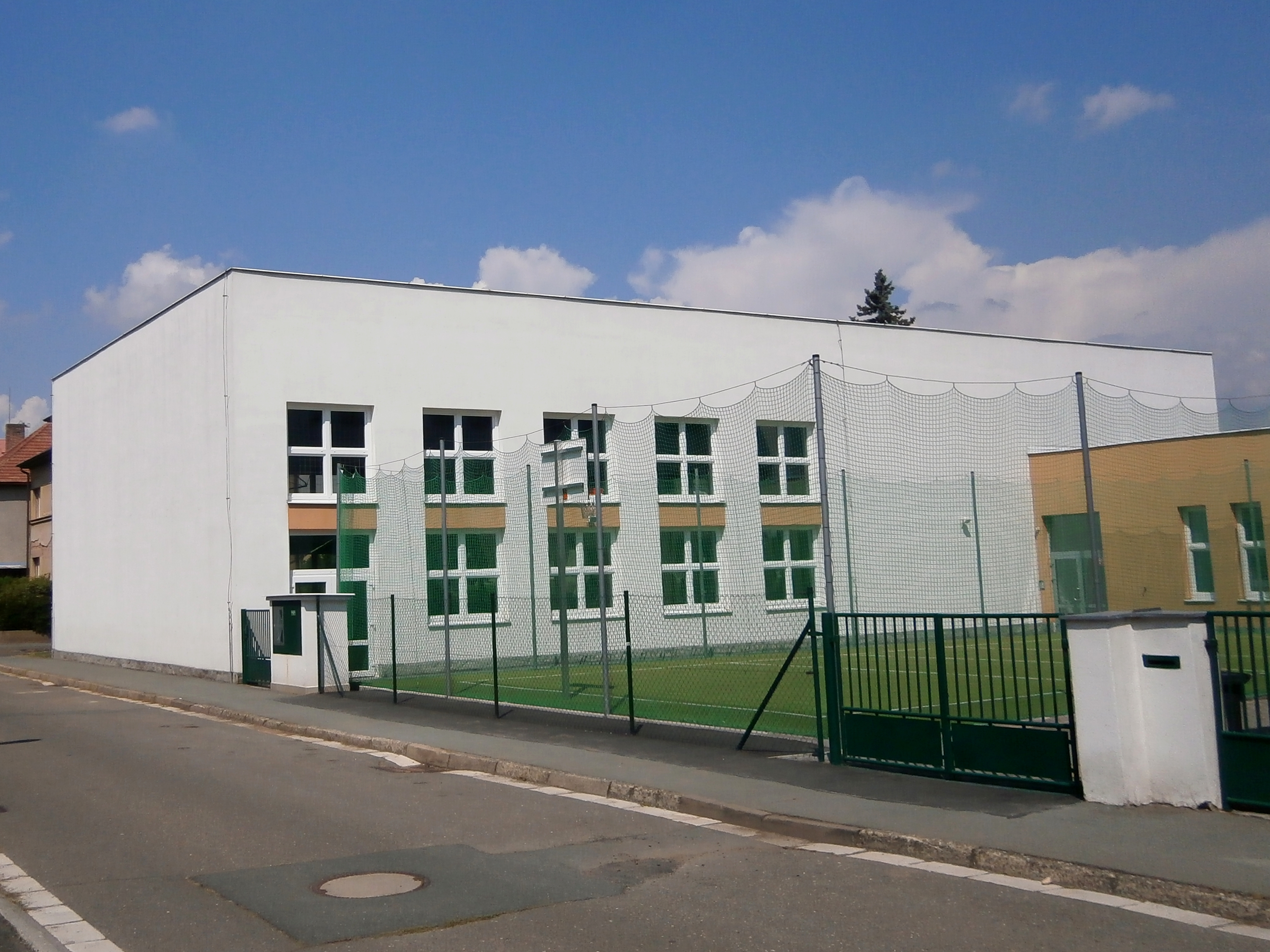
Nová tělocvična